# Championnats de France d'escalade 2022
Navigation
Édition précédente Édition suivante
Les championnats de France d'escalade de 2022 se décomposent en trois weekends : un pour chaque discipline.
Les championnats de France d'escalade de bloc ont eu lieu les 26 et 27 février à Plougoumelen, dans le Morbihan. Les titres féminins et masculins sont remportés par Fanny Gibert et Paul Jenft.
Le championnat de France d'escalade de vitesse s'est déroulé le 19 mars à Massy, dans l'Essonne. Le titre masculin est remporté par Bassa Mawem et le titre féminin est remporté par Aurélia Sarisson.
Les championnats de France d'escalade de difficulté ont eu lieu les 4 et 5 juin à Laval, en Mayenne. Nolwenn Arc et Romaric Geffroy y sont sacrés Champions de France.

## Palmarès
| Bloc   | Or           | Argent         | Bronze          |
| ------ | ------------ | -------------- | --------------- |
| Femmes | Fanny Gibert | Oriane Bertone | Zélia Avezou    |
| Hommes | Paul Jenft   | Adrien Lemaire | Hugo Parmentier |

| Vitesse (voie record) | Or               | Argent           | Bronze                  |
| --------------------- | ---------------- | ---------------- | ----------------------- |
| Femmes                | Aurélia Sarisson | Victoire Andrier | Capucine Viglione       |
| Hommes                | Bassa Mawem      | Sascha Lehmann   | Yan Le Clercq de Lannoy |

| Difficulté | Or              | Argent          | Bronze           |
| ---------- | --------------- | --------------- | ---------------- |
| Femmes     | Nolwenn Arc     | Manon Hily      | Julia Chanourdie |
| Hommes     | Romaric Geffroy | Hugo Parmentier | Lucas Dufros     |

## Déroulement

### Épreuves de bloc
La compétition de bloc est organisée dans l'enceinte du club d’escalade Grimpe D’Bloc à Plougoumelen, dans le Morbihan, le weekend des 26 et 27 février. Les épreuves de qualification ont lieu le samedi, et les demi-finales et finales ont lieu le dimanche.
C'est le sixième titre de championne de France de Bloc pour Fanny Gibert et le premier pour Paul Jenft

### Épreuves de vitesse

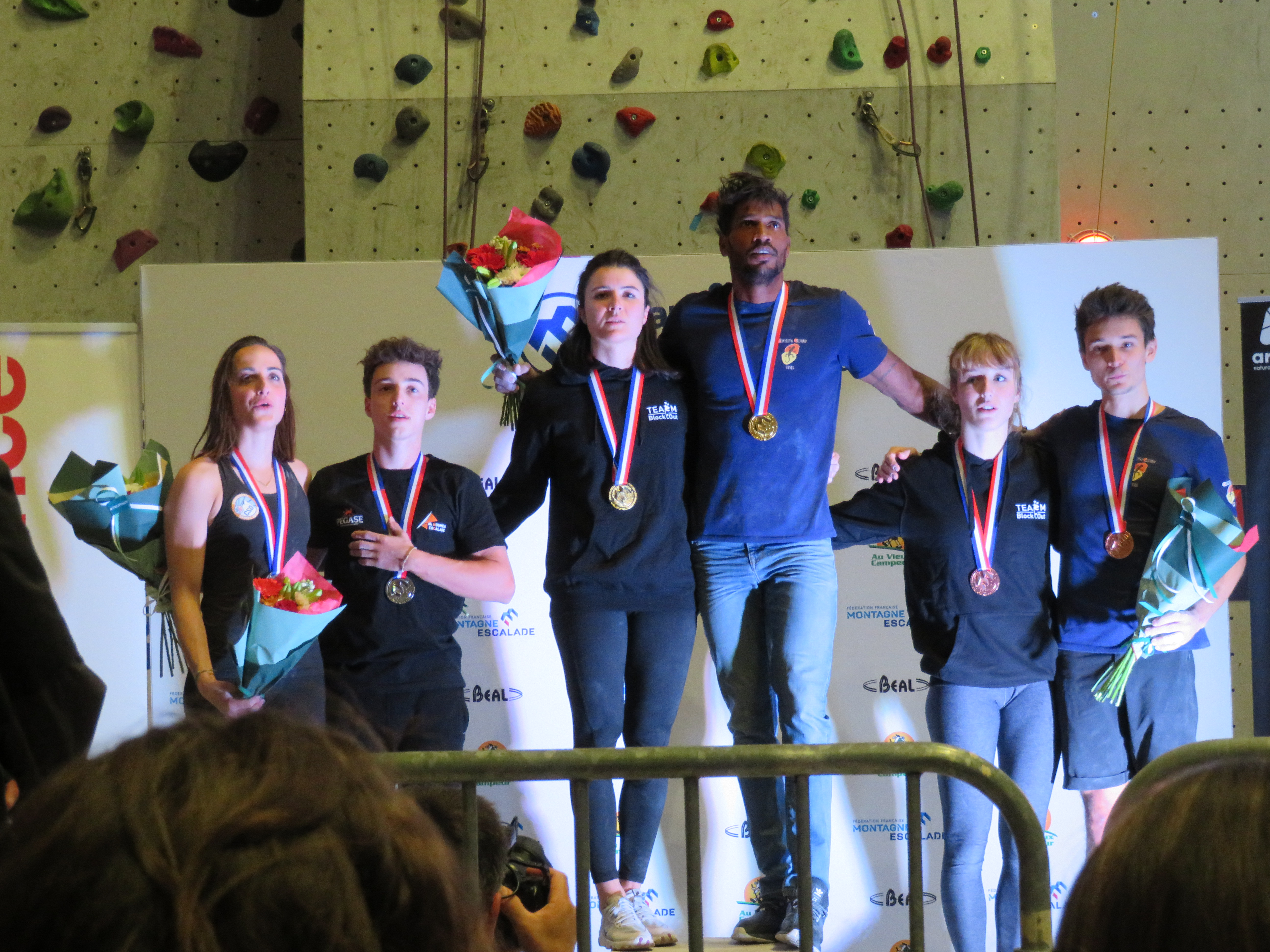
Podium du championnat de vitesse

C'est à Massy, dans l'enceinte du gymnase de la Poterne, qu'est programmé le Championnat de France d'escalade de vitesse le samedi 19 mars.
Bassa Mawem y remporte pour la sixième fois le titre masculin, et deuxième fois pour Aurélia Sarisson.

### Épreuves de difficulté
La compétition est organisée à Laval dans l'Espace Mayenne au sein de la salle Pégase inaugurée quelques mois avant.
Les épreuves de qualifications ont eu lieu le samedi 4 juin. Les demi-finales et finales ont eu lieu le lendemain, le dimanche 5 juin. 
La compétition couronne Nolwenn Arc pour la deuxième fois et Romaric Geffroy pour la première fois.